# Giacomo Simonetta
Giacomo Simonetta (auch Giacomo Simoneta, * 1475 in Mailand; † 1. November 1539 in Rom) war ein Kardinal der katholischen Kirche.

## Leben

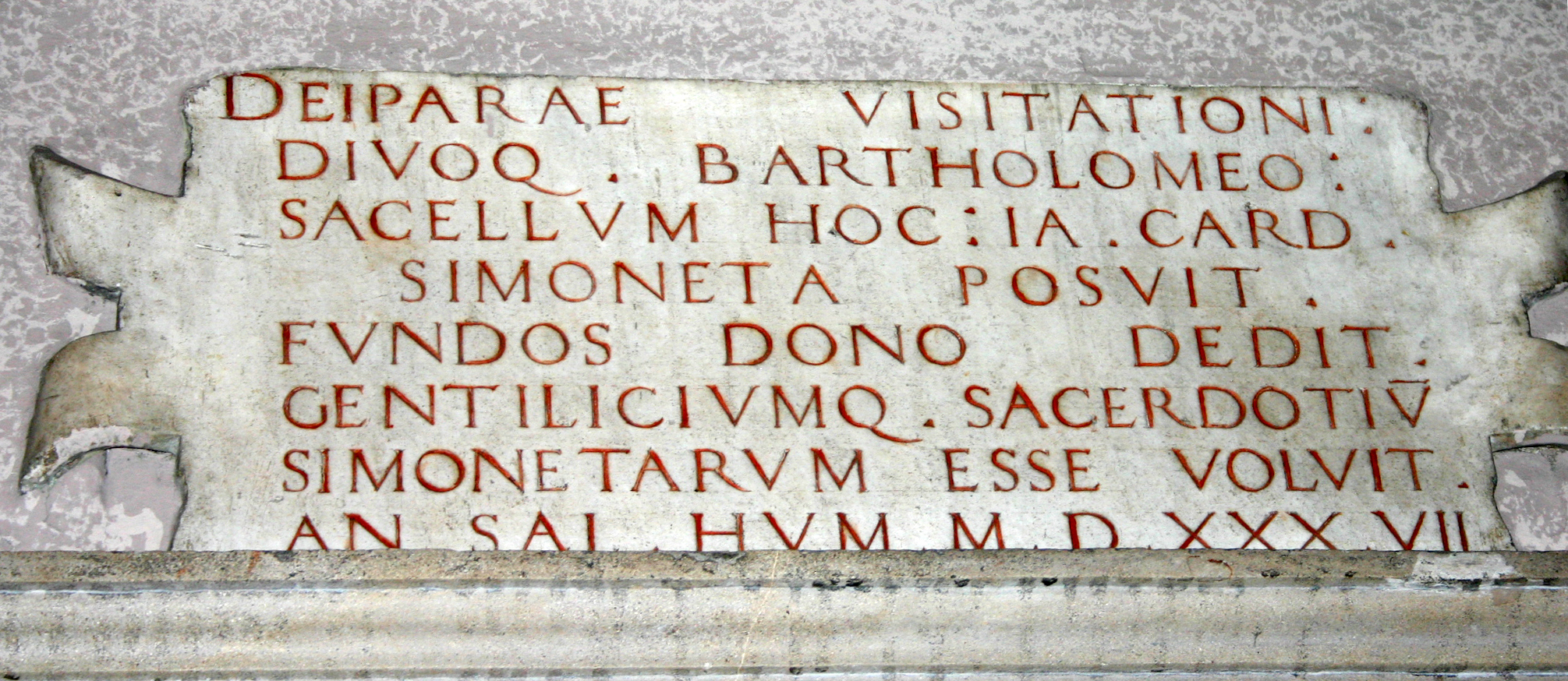
Erinnerungstafel an die Stiftung der Mailänder Kapelle San Bartolomeo durch Kardinal Giacomo Simonetta 1537

Giacomo Simonetta war Mitglied der römischen Kurie und zudem Bischof von Pesaro von 1528 bis 1537, in dem sein Neffe Ludovico Simonetta Nachfolger wurde, von Perugia (1535 bis 1538). Simonetta war von 1536 bis 1537 Bischof von Lodi, trat jedoch von diesem Amt zurück, damit sein Neffe Giovanni Simonetta dieses Bistum übernehmen konnte. Er war von 1538 bis 1539 Bischof von Nepi und Sutri.
Papst Clemens VII. beauftragte ihn, die Ehe Heinrichs VIII. von England zu untersuchen, nachdem er dafür eigentlich Paolo Capizucchi vorgesehen hatte, der jedoch nicht mehr in Rom weilte. Simonetta kam nach seiner Untersuchung zu dem Ergebnis,
die Ehe nicht für nichtig erklären zu können.
Im Mai 1535 kreierte ihn Papst Paul III. zum Kardinal und übertrug ihm die Titelkirche San Ciriaco alle Terme Diocleziane. Simonetta war Vorkämpfer einer kirchlichen Reform und saß seit 1535 in einer dazu bestimmten Kommission (zusammen mit den Kardinälen Giovanni Piccolomini, Lorenzo Campeggi, Girolamo Ghinucci, Gasparo Contarini, Alessandro Cesarini und Rodolfo Pio de Carpi). Im November 1537 wurde er Kardinalpriester von Sant’Apollinare. 1538 war er Mitglied der Kardinalskommission zur Planung und Einberufung eines Reformkonzils. Mit ihm gehörten dieser Kommission auch die Kardinäle Giovanni Domenico De Cupis, Lorenzo Campeggi, Girolamo Ghinucci, Gasparo Contarini, Gian Pietro Carafa, Giacomo Sadoleto, Alessandro Cesarini und Reginald Pole an.
Er vermittelte erfolgreich zwischen den Städten Florenz und Siena, die sich um die Kontrolle von Montepulciano stritten.